# 卓刀泉街道
卓刀泉街道，是中华人民共和国湖北省武汉市洪山区下辖的一个乡镇级行政单位，以三國時關羽在附近的卓刀泉卓刀而命名。

## 行政区划
卓刀泉街道下辖以下地区：
马庄苑社区、五环社区、体院社区、虎泉社区、卓刀泉社区、伏虎山社区、金昌社区、高创家园社区、尚文创业城社区、709社区、工程大社区、鲁广社区、关西社区、吴家湾社区、红星社区、鲁巷社区、学雅芳邻社区、关公社区和名都花园社区。